# Ai (poetka)
Ai (ur. jako Florence Anthony 21 października 1947 w Albany, zm. 20 marca 2010 w Stillwater) – afroamerykańska poetka i pisarka, wykładowca uniwersytecki, laureatka National Book Award w dziedzinie poezji.

## Życiorys
Florence Anthony urodziła się jako dziecko z krótkotrwałego związku Afroamerykanki oraz Japończyka. Jak sama twierdziła, wśród jej przodków ze strony matki byli także tubylczy Amerykanie oraz Irlandczycy. Dorastała w rodzinnym Teksasie, Las Vegas i San Francisco. W 1969 roku ukończyła japonistykę na University of Arizona w Tucson, następnie, za radą poety i wykładowcy uniwersyteckiego Galwaya Kinnella, studiowała pisarstwo na University of California w Irvine. Zafascynowana Japonią i buddyzmem, zmieniła imię na Ai (jap.: 愛), czyli „miłość”.
W 1973 roku debiutowała zbiorem poezji Cruelty, który zwrócił na nią uwagę krytyki i przyniósł stypendia Fundacji Guggenheima oraz Radcliffe College. Kolejne zbiory jej poezji to: Killing Floor (1979), Sin (1986), Fate: New Poems (1991), Greed (1993) oraz Vice: New and Selected Poems (1999). Za ten ostatni otrzymała National Book Award w dziedzinie poezji. Poza tym była nagradzana między innymi American Book Award (1987) czy nagrodą Academy of American Poets (1978). W 2003 roku opublikowała swój siódmy tomik poezji, Dread: Poems. Była także autorką niepublikowanej powieści Black Blood.
Była także wykładowczynią na następujących uczelniach wyższych: Wayne State University, George Mason University, Arizona State University, University of Colorado w Boulder, Oklahoma State University, gdzie w 1999 roku uzyskała tytuł profesora oraz Southwest Texas State University. Zmarła nagle w Stillwater w stanie Oklahoma w wyniku zapalenia płuc, będącego powikłaniem niezdiagnozowanego nowotworu.